# Emmanuel Bricard
Pour les articles homonymes, voir Bricard.
Emmanuel Bricard, né le 4 mai 1966, est un joueur d'échecs français, grand maître international (GMI) depuis 2005.

## Carrière en tournoi
Il est champion de France en 1993 à Nantes, puis troisième l'année suivante, derrière Marc Santo-Roman et Manuel Apicella, à Chambéry.

## Classement Elo
Au 1er septembre 2011, il est le 29e joueur français avec un classement Elo de 2 511 points.

## Autres activités échiquéennes
Depuis 2011, il coédite avec deux autres GMI Hicham Hamdouchi et Yannick Pelletier un site de cours d'échecs en video : "Les Echecs en Vidéos".

## Une partie
Kosten-Bricard, Paris, 1989,
1. e4 e5 2. Cf3 Cc6 3. Fc4 d6 4. 0-0 g6 5. c3 Fg7 6. d4 De7 7. dxe5 Cxe5 8. Cxe5 Dxe5 9. Fe3 Cf6 10. Fd4 Df4 11. Cd2 0-0 12. f3 b6 13. De2 Fb7 14. Fe3 De5  15. Fa6 Fxa6 16. Dxa6 d5 17. Tae1 dxe4 18. Ff2 Dd5 19. Cxe4 Tfe8! 20. Cxf6+ Fxf6  21. Txe8+ Txe8 22. Dxa7 Te2 23. Dxc7 Txb2 24. a4 Dd2 25. h4 h5 26. Dc6 Fxc3 27.  f4 Fd4 28. Fxd4 Dxd4+ 29. Rh1 Ta2 30. Rh2 Txa4 31. Df3 Tc4 32. Tf2 b5 33. g3  Tc3 34. Dg2 b4 35. f5 b3 36. Da8+ Rg7 37. Tg2 Tc2 38. fxg6 Txg2+ 39. Rxg2 Dd2+  40. Rh3 Dd7+ 41. Rh2 b2 42. Db8 Dd2+ 43. Rh3 fxg6 44. De5+ Rf7 45. Dc7+ Rf6 46. Db8 Rf5 47. Df8+ Re4 48. De8+ Rf3! 49. Dc6+ Rf2 50. Dxg6 Rg1! 51. Db1+ Dc1 52.  Df5 b1=D 0-1.